# 房思瑜
房思瑜（1984年3月31日—）。台灣女演員、模特兒。 2001年因參加艾迴唱片主辦的「尋找天使選秀會」，成為陳冠希MV女主角，之後以廣告模特兒身分拍攝平面和電視廣告為主。2005年與彭博劭、林涵、王凱攜手演出個人首部電視劇《乒乓》，開啟演員之路。代表作《死神少女》、《有愛一家人》、《如朕親臨》。2019年自創保養品品牌「Sercle」。

## 電視劇
| 年份   | 頻道            | 劇名                | 角色    | 性質       |
| 2005年 | 華視            |                     | 王麗子  | 第二女主角 |
| 2005年 | 台視            | 風中戰士            | 方茵茵  | 第二女主角 |
| 2006年 | 華視            | 天堂來的孩子        | 蘇小曼  | 第二女主角 |
| 2006年 | 華視            | 寶島少女成功記      | 賴靖雯  | 第二女主角 |
| 2009年 | 公視            | 舊情照相館          | 沈曉心  | 第一女主角 |
| 2010年 | 民視            | 泡沫之夏            | 江珍恩  | 女配角     |
| 2010年 | 公視            | 死神少女            | 渡/杜荷 | 第一女主角 |
| 2011年 | 華視            | 真心請按兩次鈴      | 唐明馨  | 第二女主角 |
| 2012年 | 台視            | 東門四少            | 郭菁菁  | 第一女主角 |
| 2012年 | 三立都會台      | 愛情女僕            | 王香玲  | 客串       |
| 2013年 | 民視            | 愛情ATM             | 田慧貞  | 第二女主角 |
| 2013年 | 三立都會台      | 有愛一家人          | 許有愛  | 第一女主角 |
| 2014年 | 公視            | 摩鐵路之城          | 露西    | 第一女主角 |
| 2015年 | 三立都會台      | 好想談戀愛          | 楊心如  | 第二女主角 |
| 2015年 | 公視            | 許涼涼與她的少女們  | 許涼涼  | 第一女主角 |
| 2015年 | 中視            | 七個朋友            | 凱倫    | 客串       |
| 2016年 | 大愛            | 天使的身影          | 小亞    | 第一女主角 |
| 2016年 | 台視/東森綜合台 | 如朕親臨            | 沈以樂  | 第二女主角 |
| 2018年 | 三立都會台      | 姊的時代            | 張伊伊  | 客串       |
| 2018年 | 緯來電影台      | 噬膽72              | 唐關關  | 第二女主角 |
| 2019年 | 中視            | 鑑識英雄II 正義之戰 | 老鷹    | 客串       |
| 2020年 | 公視            | 返校                | 殷翠涵  | 客串       |
| 2025年 | TVBS歡樂台      | 舊金山美容院        |         | 女配角     |

### 網路劇
| 年份   | 平台       | 劇名                 | 角色   | 性質   |
| 2018年 | 中國愛奇藝 | 國民安保官之絕命護衛 | 林佳薇 | 女主角 |

## 電影
| 年份   | 劇名           | 角色   | 性質   |
| 2008年 | 美味賭王       | 小如   | 女主角 |
| 2008年 | 漂浪青春       | 菁菁   | 女主角 |
| 2010年 | 眼淚           | 賴純純 | 女主角 |
| 2011年 | 走出五月       | 章妙湘 | 女主角 |
| 2012年 | 寶島大爆走     | 百合   | 女主角 |
| 2012年 | 女朋友。男朋友 | 小寶   | 女配角 |
| 2012年 | 南方大冰雪     | 朱甜甜 | 女主角 |

### 短片
- 2008年 《麥子不死》金穗獎30週年主題短片 導演：周美玲
- 2010年 《清蜜星體驗-雙魚座 愛要體諒》導演:連奕琦  [20]
- 2011年 《清蜜星體驗-天蝎座 敞開心扉》 導演:連奕琦  [21]
- 2012年 《是人》實驗短片導演:鄭元暢 監製:周美玲

### 音樂電影
- 2005年 黎明《1個故事》女主角
- 2009年 名師高徒3強《愛‧禮物》女主角

## 舞台劇
- 2012年  台灣戲劇表演家《第一次的親密接觸》(飾演輕舞飛揚)
- 2019年  故事工廠《明晚，空中見》(飾演維娜)
- 2020年  故事工廠《我們與惡的距離全民公投劇場版》(飾演應思悅)

## MV
- 2001年 陳冠希 〈Angel〉
- 2002年 丁文琪 〈高三症〉
- 2005年 黎明 〈有情郎〉〈別來無恙〉
- 2007年 光良 〈不會分離〉
- 2008年 潘瑋柏 〈轉機〉
- 2009年 金韓一 〈笨蛋〉
- 2009年 丁少華 〈只是朋友〉
- 2012年 魏如昀&曾昱嘉 〈半個世紀的故事〉

## 廣告代言
- 2004年 台灣大哥大「愛KA401」

## 書籍
| 書名                                                                  | 出版日期      | 出版社     | ISBN          |
| --------------------------------------------------------------------- | ------------- | ---------- | ------------- |
| 《房式深蹲: 比起減重, 更重要的是堅持; 比起變瘦, 更重要的是黃金比例 》 | 2018年7月27日 | 尖端出版社 | 9789571080932 |
| 《秘境呼吸: 房思瑜寫真書 》                                           | 2020年9月8日  | 時報文化   | 9789571383484 |

## 綜藝節目
| 播出日期              | 電視台     | 節目               | 備註         |
| --------------------- | ---------- | ------------------ | ------------ |
| 2008年                | 民視       | GoGo Japan         | 神戶篇       |
| 2009年2月             | 民視       | GoGo Japan         | 靜岡篇       |
| 2013年10月11日        | 中天綜合台 | 大學生了沒         | 代班主持     |
| 2017年7月8日          | TVBS歡樂台 | 閨蜜愛旅行         | 印尼峇里島篇 |
| 2017年7月15日         | TVBS歡樂台 | 閨蜜愛旅行         | 印尼峇里島篇 |
| 2018年1月10日         | TVBS歡樂台 | 食尚玩家           | 台中篇       |
| 2018年8月31日         | 東森綜合台 | 閨蜜愛旅行         | 日本沖繩篇   |
| 2018年9月14日         | 東森綜合台 | 閨蜜愛旅行         | 日本沖繩篇   |
| 2019年8月23日         | 東森綜合台 | 閨蜜愛旅行         | 日本北海道篇 |
| 2019年8月30日         | 東森綜合台 | 閨蜜愛旅行         | 日本北海道篇 |
| 2020年9月24日         | TVBS歡樂台 | 食尚玩家           | 小琉球篇     |
| 2020年12月24日        | TVBS歡樂台 | 食尚玩家           | 台南篇       |
| 2021年2月28日-8月29日 | 台視       | 全明星運動會第二季 | 紅隊成員     |

## 獎項紀錄
| 年份   | 頒獎典禮         | 獎項             | 作品                         | 結果 |
| ------ | ---------------- | ---------------- | ---------------------------- | ---- |
| 2008年 | 第10屆台北電影節 | 十大明日之星     | 《漂浪青春》                 | 獲獎 |
| 2008年 | 第45屆金馬獎     | 最佳原創電影歌曲 | 《漂浪青春》主題曲：＜香香＞ | 提名 |
| 2013年 | 第2屆華劇大賞    | 最佳螢幕情侶獎   | 《有愛一家人》               | 提名 |

## 外部連結
- 房思瑜的Facebook專頁
- 房思瑜的Instagram帳戶
- 房思瑜的新浪微博
- 房思瑜在互联网电影资料库（IMDb）上的資料（英文）（英文）
- 在AllMovie上房思瑜的頁面（英文）
- 房思瑜在香港影庫上的簡介
- 房思瑜在豆瓣上的资料（简体中文）
- 房思瑜在时光网上的簡介（简体中文）
- TVBS 頂尖事務所 - 房思瑜 （页面存档备份，存于）